# Speichersee Idalp
Der Speichersee ldalp war ein Staubecken oberhalb von Ischgl bei der gleichnamigen Bergstation der Silvrettaseilbahn AG. Das Becken diente zum Speichern von Wasser, das im Winter für die Beschneiung der Pisten in der Silvretta Arena genutzt wurde. Der 1992 errichtete Staudamm bildete einen 32.000 m³ fassenden Speichersee. Weil sich der See in einem Erdrutschgebiet befand, aberkannten die Aufsichtsbehörden diesem die Betriebsbewilligung per Ende Wintersaison 2016/17, sodass ein Ersatz nötig wurde. Dieser wurde in der Form des herzförmigen Speicherteichs Viderböden gefunden, der etwas weiter von der Idalp entfernt, in einem geologisch sicheren Gebiet erstellt wurde und gegenüber dem alten See mit 52.000 m³ auch ein wesentlich größeres Rückhaltevolumen hat. Nach der Übernahme der Speicherfunktion durch den Speicherteich Viderböden wurde der Idalpsee zurückgebaut und in eine Tümpellandschaft umgewandelt.